# Prostaglandin E1
Prostaglandin E1 (PGE1), còn được gọi là alprostadil, là một prostaglandin tự nhiên được dùng làm thuốc. Ở những trẻ bị dị tật bẩm sinh tim, nó được sử dụng bằng cách tiêm chậm vào tĩnh mạch để mở ống động mạch cho đến khi phẫu thuật có thể được thực hiện. Bằng cách tiêm vào dương vật hoặc vị trí trong niệu đạo, nó được sử dụng để điều trị rối loạn cường dương.
Các tác dụng phụ thường gặp khi dùng cho trẻ sơ sinh bao gồm giảm nhịp thở, sốt và hạ huyết áp. Khi được sử dụng cho các tác dụng phụ rối loạn chức năng cương dương có thể bao gồm đau dương vật, chảy máu tại chỗ tiêm, và cương cứng kéo dài. Prostaglandin E1 nằm trong nhóm thuốc giãn mạch. Nó hoạt động bằng cách mở các mạch máu bằng cách thư giãn cơ trơn.
Prostaglandin E1 đã được phân lập vào năm 1957 và được chấp thuận cho sử dụng y tế tại Hoa Kỳ vào năm 1981. Nó nằm trong Danh sách các loại thuốc thiết yếu của Tổ chức Y tế Thế giới, các loại thuốc hiệu quả và an toàn nhất cần thiết trong một hệ thống y tế. Ở Vương quốc Anh một liều chi phí NHS khoảng 75 pounds. Tại Hoa Kỳ, chi phí từ 100 đến 200 USD mỗi liều. Tuy nhiên, đối với trẻ sơ sinh, Prostaglandin E2 hoạt động cũng giống như prostaglandin E1, và ít tốn kém hơn nhiều.